# جانيت براج
جانيت هارمون واترفورد براج (بالإنجليزية: Janet Harmon Waterford Bragg)‏ (من مواليد 24 مارس 1907 - تُوفيت في 11 أبريل 1993) وهي طيارة أمريكية. كانت أول امرأة أمريكية من أصل إفريقي تحصل على رخصة الطيران.

## حياتها
ولدت جانيت هارمون في 24 مارس 1907 ، في غريفين (جورجيا). كانت الطفلة السابعة في عائلتها وهي من أصل أفريقي من قبيلة شيروكي. حضرت هارمون المدارس الأسقفية وكلية سبيلمان في أتلانتا (جورجيا)، وتأهلت كممرضة مسجلة في عام 1929. بعد التخرج بقليل، غادرت جورجيا وذهبت إلى إلينوي وتم تعيينها كممرضة في مستشفى ويلسون في شيكاغو. تزوجت ايفانز وترفورد ثم انتهى الزواج بعد عامين، بعد الطلاق واصلت هارمون العمل كممرضة، وحضرت جامعة لويولا. في 1941 عملت كمفتشة صحية لشركة تأمين. في عام 1953 تزوجت من سومنر براج. وكانت تعمل في ذلك الوقت في إدارة بيوت التمريض لكبار السن في شيكاغو حتى تقاعدهم في عام 1972. توفي زوجها في عام 1986.

## مهنتها
في عام 1928 ، أصبحت براج أول امرأة سوداء تنضم إلى مدرسة كيرتس رايت للملاحة الجوية في شيكاغو. وفي عام 1933 التحقت جانيت بجامعة الطيران، وهي مدرسة طيران منفصلة للزنوج تديرها جون سي روبنسون وكورنيليوس كوفي. كانت المرأة الوحيدة في الفصل مع 24 رجل زنجي. في عام 1934 دفعت 600 دولار من مالها الخاص لشراء أول طائرة في المدرسة ، وساعدت في بناء المطار الخاص بالمدرسة في روبينس (إلينوي). في الصيف تعلمت الطيران وحصلت على رخصة الطيران. في عام 1943 ، تقدمت بطلب للانضمام لبرنامج الطيارين في سلاح الجو الأمريكي (WASP). وطُلبت للمقابلة مع أنكرت إيثيل شيهي مساعدة رئيس WASP. بعد بضعة أسابيع، تلقت رسالة رفض من جاكلين كوكران، رئيس WASP ، لكونها سوداء اللون. تم رفض طلبها أيضاً في هيئة الممرضات العسكرية على أسس عنصرية. سافرت إلى مدرسة طيران في توسكيجي، بولاية ألاباما، وأتمت برنامج التدريب التجريبي المدني. حرمت من رخصة الطيار في ولاية ألاباما، لكونها «فتاة سوداء» ، لكنها تمكنت من الحصول على رخصة للطيران في بال ووكر فيلد، إلينوي.
شاركت براج في تأسيس الجمعية الوطنية للقوات الجوية الأمريكية، والمصممة لتمثيل المهنة الوليدة للحكومة.

## للمزيد من القراءة
- Janet Bragg and Marjorie M. Kriz (1996). Soaring Above Setbacks: The Autobiography of Janet Harmon Bragg, African American Aviator. Smithsonian Institution Press. (ردمك 1-56098-458-9).
- Haskins, James. African American Entrepreneurs.  New York, NY: J. Wiley & Sons, 1998. (ردمك 9781118436134)
- Hine، Darlene Clark، المحرر (2005). Black women in America (ط. 2nd ed.). New York: Oxford university press. ISBN:9780195156775. مؤرشف من الأصل في 2022-05-31. {{استشهاد بكتاب}}: |طبعة= يحتوي على نص زائد (مساعدة)

## وصلات خارجية
- Black Aviators Videohistory Collection 1989-1990 with Janet Bragg from the Smithsonian Institution Archives